# Eudistomin

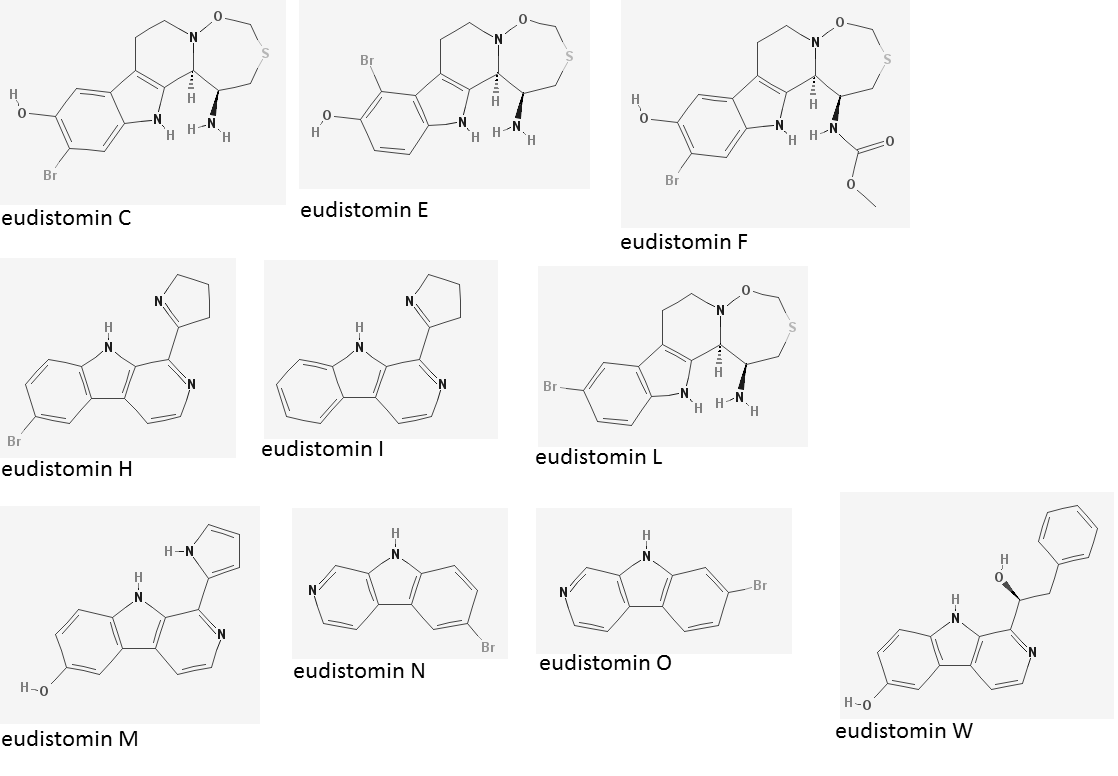
Eudistominy

Eudistominy jsou deriváty β-karbolinu (9H-pyrido[3,4-b]indolu neboli norharmanu) izolované ze sumek, jako jsou Ritterella sigillinoides, Lissoclinum fragile a Pseudodistoma aureum.